# Morena (partido político)
Morena, conocido anteriormente como Movimiento de Regeneración Nacional —por la asociación civil que le dio origen—, es un partido político mexicano de izquierda. Fue creado el 2 de octubre de 2011 como un movimiento político y social impulsado por Andrés Manuel López Obrador, como parte de su campaña presidencial en las elecciones federales de 2012. Más tarde, el movimiento se constituyó como una asociación civil el 20 de noviembre de 2012. El 9 de julio de 2014, el Instituto Nacional Electoral emitió la resolución que le otorgó su registro como partido político nacional, el cual tendría efectos constitutivos a partir del 1 de agosto de 2014. Hasta 2023 contaba con 2 322 136 militantes. Está afiliado al Foro de São Paulo; además tiene comités de enlace en Estados Unidos, Canadá y Europa.
En las elecciones federales de 2018 encabezó la coalición Juntos Haremos Historia, junto al Partido del Trabajo (PT) y el Partido Encuentro Social (PES), con Andrés Manuel López Obrador como candidato presidencial. En los comicios, celebrados el 1 de julio, el partido se convirtió en la primera fuerza política del país, obteniendo la presidencia de la república y la mayoría parlamentaria en ambas cámaras del Congreso de la Unión.
Dentro de la LXVI Legislatura del Congreso Federal, posee 255 diputados y 66 senadores.
Actualmente posee las gubernaturas de Baja California, Baja California Sur, Campeche, Chiapas, Colima, Guerrero, Hidalgo, Estado de México, Michoacán, Morelos, Nayarit, Oaxaca, Puebla, Quintana Roo, Sinaloa, Sonora, Tabasco, Tamaulipas, Tlaxcala, Veracruz, Yucatán, Zacatecas y la jefatura de gobierno de la Ciudad de México. 
La plataforma partidaria actual aboga por impulsar el humanismo mexicano, la justicia social y el bienestar, con una visión antineoliberal. Promueve una economía mixta, la soberanía energética (Pemex y CFE) y la responsabilidad social del Estado en la economía. En materia social aboga por el indigenismo, el respeto a la comunidad afromexicana, la igualdad de género y los derechos de la comunidad LGBT. Busca reducir poderes al Instituto Nacional Electoral y al Tribunal Electoral, así como combatir la corrupción. Impulsa la transición energética a energías renovables, así como la producción energética en comunidades rurales.

## Historia

### Antecedentes
Después de los acontecimientos derivados por las acusaciones de fraude electoral en los comicios presidenciales de 2006, y luego de no haber obtenido las demandas de conteo total y anulación de la elección, los partidos de izquierda de la Coalición Por el Bien de Todos (PRD, PT y Convergencia) se constituyeron en bloque legislativo con el nombre de Frente Amplio Progresista (36 senadores y 158 diputados en la LX Legislatura) para tratar de impulsar la plataforma electoral de Andrés Manuel López Obrador y contener las políticas de quien detentaría la presidencia. El bloque parecía cohesionado y sólido cuando tomó en dos ocasiones la tribuna; una el 1 de septiembre de 2006 para bloquear la rendición del 
último informe de gobierno de Vicente Fox; y otra para tratar de impedir la toma de posesión del nuevo titular del ejecutivo el 1 de diciembre (la cual resultó infructuosa).
Sin embargo una serie de eventos a lo largo de la legislatura, fuera y dentro de esta, fragmentó la coalición y por ende la unidad de la izquierda mexicana. El primer hecho fue el paulatino alejamiento de numerosos legisladores moderados de las posturas de López Obrador, especialmente del PRD, y que pertenecían a corrientes distintas al obradorismo dentro del partido; lo siguiente fue el desencuentro por la aprobación de la reforma electoral de 2007, que si bien atendía varias de las fallas del sistema electoral acusadas por la oposición (y responsabilizadas del llamado «fraude electoral»), los grupos mayoritarios en el bloque, cercanos a Jesús Ortega, se plegaron a la propuesta final del gobierno y el PRI, entre ellas una veda a la fundación de nuevos partidos hasta 2013. No obstante la coyuntura más significativa sería la polémica elección interna del PRD de 2008, la corriente "Nueva Izquierda" (conocida coloquialmente como "Los Chuchos"), de tendencia reformista y de colaboración con el gobierno vigente, no solo ganó la dirigencia nacional del partido, sino que su alianza con otras corrientes moderadas, desplazó a los sectores "obradoristas"; la elección interna no fue definida en las urnas, sino con una resolución del Tribunal Electoral qué falló en contra de las acusaciones de irregularidades del obradorista Alejandro Encinas.
La fractura definitiva fue después de las elecciones intermedias de 2009, cuando el PRD desplazó a los cuadros obradoristas de las principales candidaturas, y redujo al mínimo su presencia en la LXI legislatura. En 2010 cambios internos en el PT y Convergencia también minaron la coalición; por un lado la disputa por la presidencia del primero concluyó con el abandono de algunos militantes contrarios a AMLO para recalar en el PRD o incluso el PRI; y por otro lado, el segundo realizó cambios doctrinarios para moderarse y acercarse al gobierno, así como a la dirigencia perredista de "Los Chuchos". Finalmente, las gestiones de Manuel Camacho Solís, en los tres partidos de izquierda, para constituir alianzas electorales con el PAN en los doce comicios para gobernador de 2010, y contener el avance del PRI (que había sido el triunfador de las intermedias de 2009), separó definitivamente al Obradorismo de la coalición, y más aún cuando la fórmula para candidatos en cada estado era la de postular ex-priistas con presencia notable en la entidad.

### Movimiento sociopolítico y asociación civil
A pesar de los desencuentros, López Obrador no se separó del PRD, y este continuó ejerciendo un papel de contrapeso al gobierno vigente, ambos aun con la perspectiva de una nueva candidatura presidencial en 2012. Sin embargo, en un ejercicio de autocrítica, López Obrador aseguraba que una de las fallas de la Coalición Por el Bien de Todos en 2006, fue el no haber implementado una estrategia de «defensa del voto», bajo la idea de que la promoción del proyecto político y la plataforma electoral bastarían para asegurar la victoria en los comicios y contener cualquier eventual fraude; esta concepción responsabilizaba a las «redes ciudadanas» del PRD (simpatizantes con tareas voluntarias dentro del organismo) de la limitada cobertura que hicieron como observadores y representantes de las casillas electorales en amplias zonas del país el 2 de julio de 2006. Aunque esto era en gran medida por la misma limitada presencia del partido en muchos estados, especialmente del norte del país. Aunada a la escasa presencia de comités locales del PT y Convergencia en la mayor parte del territorio nacional, que pudieran reemplazar a los perredistas en la tareas de vigilancia de las casillas. Es decir, al interior del Obradorismo se concluyó que un factor determinante del «fraude electoral», había sido la insuficiente movilización popular para vigilar el desarrollo de la jornada electoral, dejando vacíos que dieron mayor margen de acción a la comisión de irregularidades.
No obstante, en el análisis, el Obradorismo se percató del notable crecimiento de votantes y simpatizantes de López Obrador en todos los estados, por lo que veían factible la articulación de una red ciudadana propia, que actuará sin siglas partidistas, movidas sólo por la afinidad al candidato AMLO, y de manera eventual fungieran como representantes de casilla. Este planteamiento, se sustentó en la experiencia de las manifestaciones contra la reforma petrolera de 2008 cuando, casi sin apoyo de los partidos, se movilizaron doscientos mil brigadistas en todo el país en el denominado «Movimiento Nacional en Defensa del Petróleo, el Patrimonio y la Economía Popular», teniendo éxito en detener la pretendida reforma, a la que se acusaba de "privatizadora".
El 10 de enero de 2011, a través de un video, Andrés Manuel López Obrador hizo el llamado a construir un movimiento social y político que se erigiera como defensor del voto, de cara a los siguientes procesos electorales. El periódico «Regeneración», diario divulgador del "lopezobradorismo", profundizó en la propuesta llamando a la conformación de un movimiento que tenía como principales objetivos: Generar mecanismos de participación ciudadana y toma de decisiones por mandato popular; Creación de un estado de bienestar; Restablecer la superioridad del interés popular en la toma de decisiones del estado; reconocer la pluralidad y la diversidad de credos, ideas y posturas.
El nuevo movimiento, bajo el concepto de «revolución de las conciencias», implementó una estrategia de difusión "casa por casa", es decir, los simpatizantes a este realizarian un trabajo de convencimiento personal y gradual en sus entornos inmediatos (familia, amigos, centros de trabajo, comunidad) para incentivar la politización y concientización de nuevos simpatizantes que respaldaran el llamado «Proyecto Alternativo de Nación» y los pasos a seguir del movimiento en futuras elecciones; en el proceso se evitó la definición ideológica en aras de atraer al sector votante más grande del país, el voto independiente o apartidista.
El «Movimiento Regeneración Nacional», que se identificó desde el principio por su acrónimo «morena», se transformó en el mayor fenómeno de movilización social de la historia de México, esto claro, fuera de la movilización de masas sectoriales del corporativismo priista que tuvo lugar entre los años 1930 a la década de 1950. El objetivo de la organización era la creación de «Comités de defensa del voto» en las entonces sesenta y seis mil secciones electorales en los trescientos distritos del territorio nacional; el movimiento alcanzó en nueve meses, cincuenta y tres mil comités seccionales en todos los distritos, doscientos mil brigadistas inscritos como potenciales representantes de casilla y cerca de cuatro millones de simpatizantes registrados (no afiliados directamente al no ser un partido político).
Fue fundado como una asociación civil el 2 de octubre de 2011. El objetivo inicial del partido fue encauzar el movimiento político hacia las elecciones presidenciales de julio del 2012.
El plan de vigilancia masiva de la jornada electoral por los brigadistas de Morena resultó exitoso al lograr una cobertura total de los trescientos distritos electorales; sin embargo en esta ocasión la coalición de izquierda, Movimiento Progresista (integrada por los mismos partidos de 2006) acusó una serie de irregularidades ajenas a la jornada, como la compra masiva de votos, el uso ilegal de recursos económicos y mediáticos, entre otras. Luego del fallo del Tribunal Electoral que desechó las impugnaciones, los tres partidos se separaron y no formaron una nueva coalición legislativa. El PT y Movimiento Ciudadano conformaron bancadas independientes, en tanto el PRD comenzó negociaciones con la fracción del PAN, en apariencia para inicialmente formar un bloque opositor al PRI, (posteriormente el 2 de diciembre de 2012 estos tres partidos formaron una coalición mayoritaria del congreso con el Pacto por México). Esto, y la pérdida de respaldo de los dirigentes perredistas a las acciones de Morena como movimiento social, llevaron el 9 de septiembre de 2012 a López Obrador a renunciar al PRD.
Después de las elecciones de 2012 el movimiento entró en la disyuntiva, que se resolvió el 20 de noviembre de 2012, de que el movimiento pasara de ser un movimiento social a un partido político.
Después de haber sido celebrado el primer «Congreso Nacional de Morena» el 20 de noviembre de 2012, los delegados estatales de las 32 entidades del país completaron el nombramiento de 300 consejeros que formarían parte del «Consejo Nacional de Morena», se conformaron y se aceptaron los estatutos y plan de acción del organismos. Estos consejeros a la vez, eligieron a Andrés Manuel López Obrador como presidente del Consejo Nacional y a Martí Batres Guadarrama como presidente del Comité Ejecutivo Nacional.

### Conformación como partido político
El 26 de enero de 2014, el movimiento certificó su Asamblea Nacional Constitutiva ante el Instituto Federal Electoral, cumpliendo con los requisitos que la ley le exigía para conformarse en partido político nacional. En esos mismos días, hace la solicitud formal ante el IFE para constituirse en partido político.
El 1 de abril de 2014, el Instituto Federal Electoral nombra a la comisión que determinó si Morena cumplía o no con los requisitos para ser partido político, integrada por la consejera presidente María Marván y los consejeros Marco Antonio Baños Martínez y Lorenzo Córdova Vianello.
Finalmente el 9 de julio de 2014, el Consejo General del Instituto Nacional Electoral aprobó por unanimidad el registro de Morena como partido político. El líder del partido, el candidato presidencial Andrés Manuel López Obrador expresó su orgullo de participar en la creación de este nuevo instituto político.
Su primer ciclo electoral fue el de 2015, cuando comenzó a recibir las prerrogativas económicas de parte del Instituto Nacional Electoral.

### Elecciones federales de 2015
En las elecciones federales de 2015 Morena alcanzó poco más del 8 % de la votación, colocándose como cuarta fuerza política nacional. Ganó 14 distritos de mayoría y 21 diputaciones por el principio de representación proporcional, lo que le dio 35 diputados federales para la LXIII Legislatura, además a lo largo de esta, hasta 18 legisladores del PRD, Movimiento Ciudadano e incluso del PT se integraron a su bancada por diversas razones, concluyendo el periodo con un grupo parlamentario de 53 diputados, la tercera mayor bancada de la Cámara de Diputados. Logró también ganar 18 distritos electorales de la Ciudad de México, convirtiéndose con ello en la primera fuerza de la Asamblea Legislativa del Distrito Federal para el mismo período. Estos resultados electorales, resultaron el mejor debut para un partido político en unos comicios federales desde 1929.

### Elecciones federales de 2018
El candidato del Movimiento Regeneración Nacional para la presidencia fue Andrés Manuel López Obrador, presidente del partido y dos veces candidato presidencial. López Obrador presentó el «Proyecto Alternativo de Nación 2018-2024», con el que buscará por tercera ocasión la presidencia, e indicó que el 14 de diciembre presentaría su «posible gabinete». El 12 de diciembre, López Obrador se registró ante la Comisión Nacional de Elecciones de Morena como precandidato, aunque Noroña desistió de sus intenciones de buscar la candidatura. y José Francisco Mendoza Sauceda, capitán de Marina en retiro quiso hacer competencia a la precandidatura.

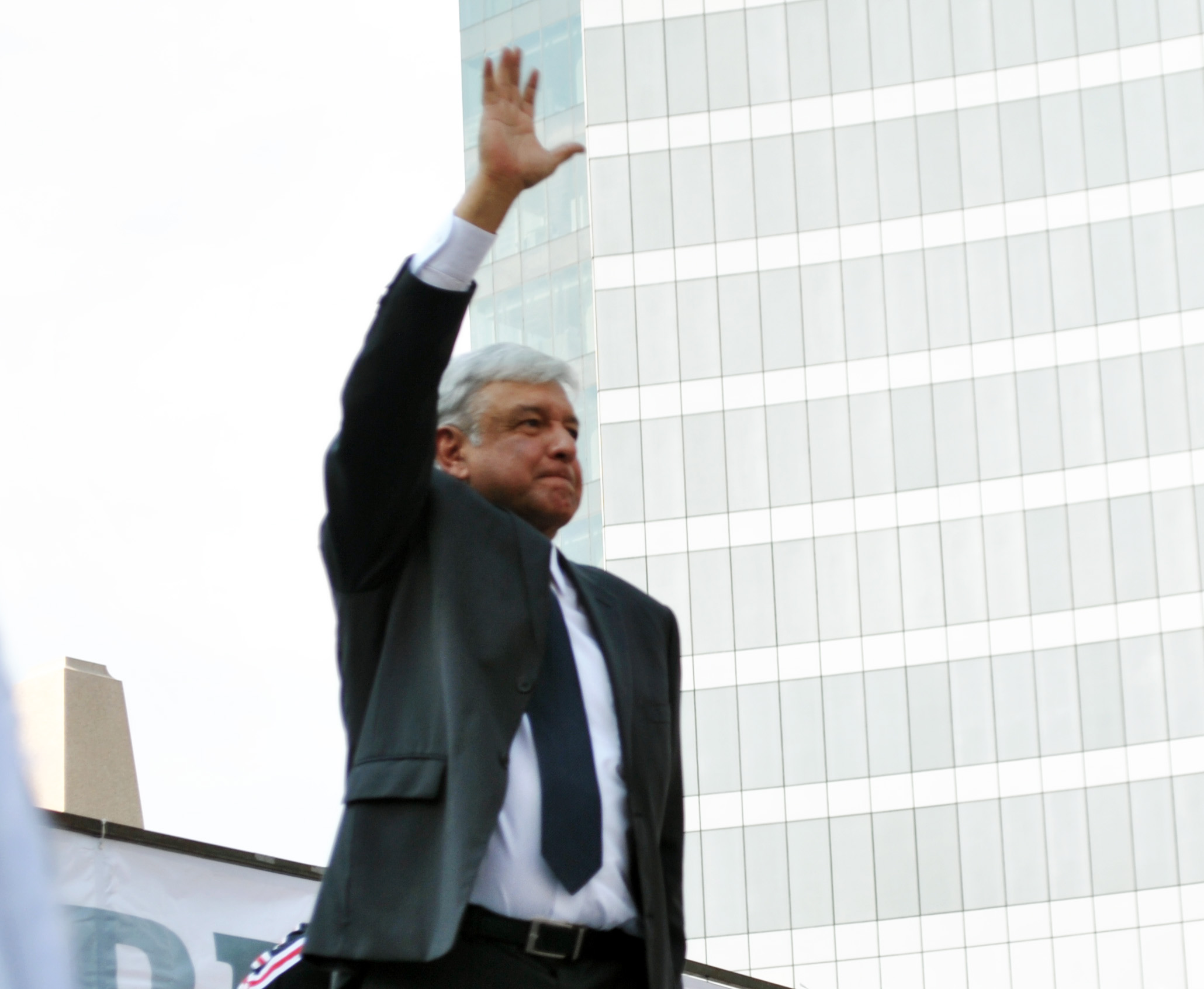
Andrés Manuel López Obrador, obtuvo la presidencia a través de la coalición "Juntos Haremos Historia" en 2018.

En su primer acto de precampaña, López Obrador presentó el que sería su gabinete en caso de ganar la presidencia, integrado por ocho hombres y ocho mujeres, entre ellos Olga Sánchez Cordero, exministra de la Suprema Corte, el diplomático Héctor Vasconcelos (al final sustituido por Marcelo Ebrard), la académica Irma Eréndira Sandoval, Miguel Torruco Marqués, exsecretario de Turismo de Ciudad de México y Esteban Moctezuma, exsecretario de Gobernación y Hacienda durante el gobierno de Ernesto Zedillo.
«Eso es lo que significa la elección presidencial del 2018, vamos a triunfar, la tercera es la vencida», declaró con respecto a su candidatura López Obrador. En agosto de 2016, López Obrador indicó que su partido no haría alianzas con otros partidos para las elecciones de 2018. Aunque después se apoyó la idea de aliarse al Partido del Trabajo (PT), así como este último decidió aliarse con Morena para la elección del 2018. El PT oficializó su acuerdo de coalición con Morena a inicios de noviembre de 2017 e indicó que registraría la alianza el 4 de diciembre.

Partidos que forman parte de la coalición «Juntos Haremos Historia».

El 24 de junio de 2017, el Partido del Trabajo aprobó presentarse a las elecciones de 2018 en una alianza electoral con el Movimiento Regeneración Nacional, sin embargo la coalición no ha sido registrada oficialmente ante las instancias electorales. Desde Morena se facilitó la alianza como consecuencia de la declinación del candidato del PT Óscar González Yáñez, quien renunció a su candidatura solicitando el voto en favor de Delfina Gómez Álvarez, abanderada morenista en los comicios estatales del Estado de México de 2017.
En un principio se especuló sobre la posibilidad de un frente que agrupara a todos los partidos de izquierda: Morena, PRD, PT y MC. Sin embargo, Andrés Manuel López Obrador rechazó cualquier tipo de acuerdo por diferencias políticas, marcadas especialmente tras las elecciones en el Estado de México, cuando los candidatos del PRD y Movimiento Ciudadano continuaron con sus campañas rechazando apoyar a la candidata de Morena, como lo hizo el Partido del Trabajo. A finales noviembre de 2017, dirigente de Morena y Partido Encuentro Social (PES) anunciaron que estaban en pláticas para formar una posible alianza. En este sentido, Hugo Eric Flores, presidente del PES, afirmó «tenemos dos opciones, ir solos o con Morena».

«La única posibilidad de un cambio real en nuestro país es la que está encabezando Andrés Manuel López Obrador» y que su partido había decidido ponerse «del lado correcto de la historia».
Hugo Eric Flores Cervantes, presidente nacional del Partido Encuentro Social

El 13 de diciembre se oficializó la coalición entre Morena, el PT y el PES bajo el nombre «Juntos Haremos Historia», tras la firma del convenio se designó a Andrés Manuel López Obrador como precandidato de las tres formaciones políticas. Dicha coalición buscaba impulsar a López Obrador como candidato presidencial; respecto a las elecciones legislativas a Morena le corresponderá elegir candidatos en 150 distritos electorales federales y 32 candidatos al Senado, 75 diputados y 16 senadores para PT y 75 diputados y 16 senadores para el PES. La alianza, sin embargo, recibió críticas por tratarse de una coalición entre partidos de izquierda (Morena y PT) y una formación relacionada con la «derecha» (PES). Ante esto, la presidenta nacional de Morena Yeidckol Polevnsky mencionó que Morena cree en la inclusión, el trabajo conjunto para «rescatar a México» y que seguirán defendiendo los derechos humanos.

### Elecciones federales de 2021
En las elecciones del 6 de junio, logró mantener la mayoría absoluta en la Cámara de Diputados en la legislatura LXV y ganó 11 gubernaturas: Baja California, Baja California Sur, Campeche, Colima, Guerrero, Michoacán, Nayarit, Sinaloa, Sonora, Tlaxcala, Zacatecas. Haciendo una coalición Juntos Hacemos Historia con Partido del Trabajo y Partido Verde Ecologista de México, la cual, se fundó el 23 de diciembre de 2020.

## Ideología

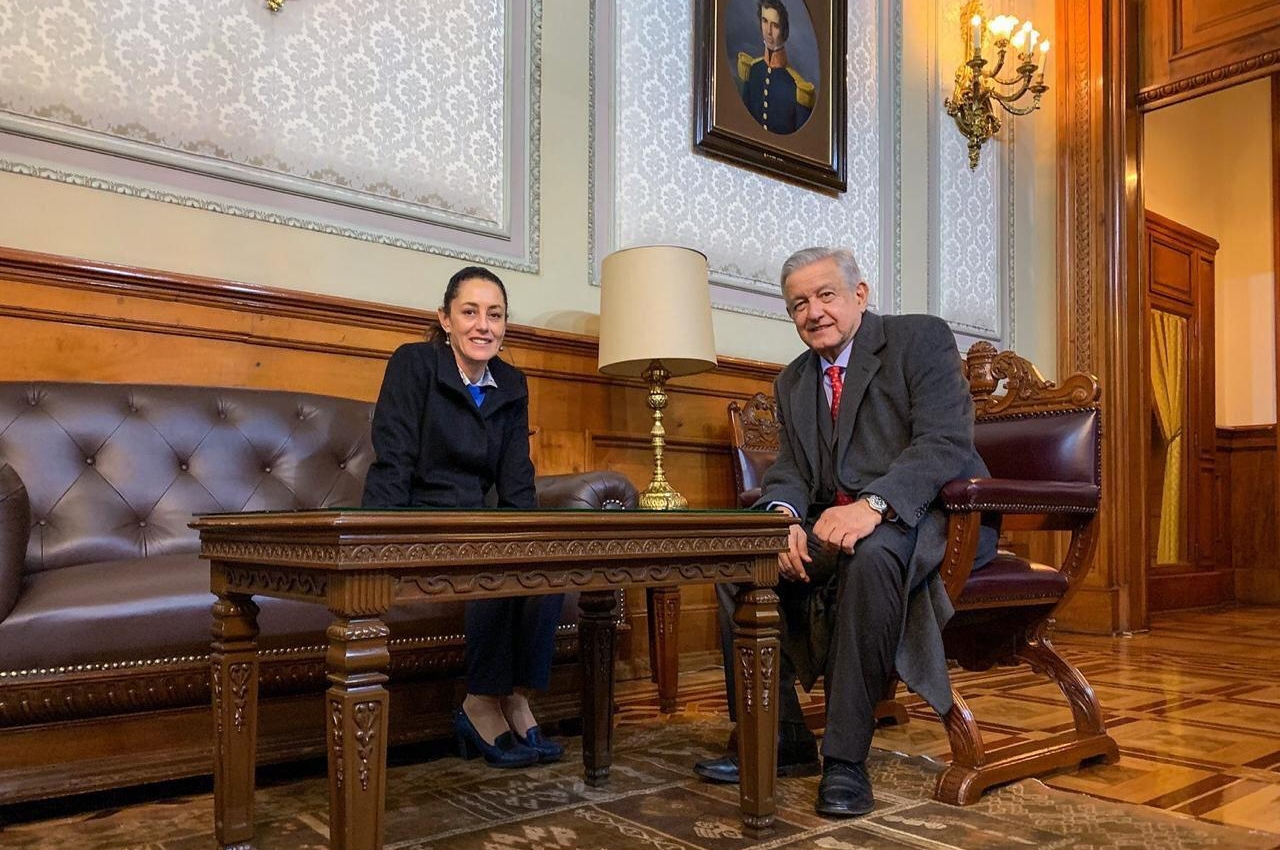
López Obrador (derecha) junto a Claudia Sheinbaum (izquierda) en enero de 2019, ambos ocuparon la presidencia de México.

Morena se autodefine como un partido de izquierda democrática que apoya la diversidad étnica, religiosa, cultural y sexual, el respeto a los derechos humanos y el cuidado del medio ambiente. Se describe a sí mismo como un oponente de las políticas económicas neoliberales que México comenzó a adoptar en los años 1980. Morena afirma que se necesita un nuevo modelo económico después de los fracasos del neoliberalismo en México, que ha resultado en un aumento de la corrupción y la desigualdad. El partido apoya «el desarrollo a través de la empresa privada y social, promoviendo la competencia en el mercado, pero ejerciendo la responsabilidad del Estado en las actividades estratégicas que señala la Constitución», y propone «un modelo que fortalezca el mercado interno, los salarios justos; un modelo que promueva la libertad sindical y democracia, donde el Estado no interviene en los asuntos internos de las organizaciones gremiales».
El partido se propone detener la privatización de Pemex y la concesión de tierras a empresas mineras extranjeras que «devastan las tierras, no pagan impuestos y dañan el medio ambiente».
En temas sociales, la plataforma del partido abraza una agenda progresista a favor de los derechos de las mujeres, y de la comunidad LGBT en México, apoyando causas como el matrimonio entre personas del mismo sexo y la despenalización del aborto a nivel nacional. Vale la pena señalar que Andrés Manuel López Obrador se convirtió en el primer presidente electo mexicano en incluir a la comunidad LGBT en un discurso de victoria electoral. Casi un año después, el 17 de mayo de 2019, López Obrador decretó oficialmente el «Día Nacional contra la Homofobia, Lesbofobia, Transfobia y Bifobia» en México. 
Morena también se declara a favor de mejorar las condiciones de los pueblos indígenas de México y de llevar a cabo los Acuerdos de San Andrés de 1996, que fueron firmados por el Ejército Zapatista de Liberación Nacional y representantes del gobierno mexicano, pero luego no aplicados por el entonces presidente Ernesto Zedillo.
A diferencia de otros partidos de izquierda, Morena no ha buscado reducir la desigualdad aumentando los impuestos a los ricos. En cambio, el partido se ha centrado en reducir la brecha salarial entre los empleados de nivel inferior y los salarios de los trabajadores gubernamentales de alto nivel, como políticos y jueces, mediante medidas de austeridad. El partido anunció su apoyo a un plan de López Obrador para recortar los salarios de los funcionarios públicos de mayor rango (incluido el presidente), despedir hasta el 70 por ciento de los trabajadores federales no sindicalizados y reducir el gasto tomando medidas enérgicas contra la corrupción y el fraude fiscal. Como el artículo 94 de la Constitución mexicana prohíbe reducir el salario de los jueces en cualquier momento durante su nombramiento para mantener la independencia judicial, los jueces de la Corte Suprema aceptaron un recorte salarial del 25% a partir de 2019.

### Pragmatismo
Diversos medios han descrito a Morena como un partido atrapalotodo, «no en sentido estricto un partido político, sino una alianza de diversos movimientos y actores políticos, cuyo principal referente es su fundador y candidato presidencial, Andrés Manuel López Obrador». Debido al pragmatismo de López Obrador , algunos críticos han afirmado que Morena está sujeta a las propias decisiones de López Obrador en lugar de tener una ideología más consistente como partido. Un artículo de 2018 en la revista Clarín describe la posición de Morena como «oscilante entre populismo y socialdemocracia». 

## Estructura interna

### Comité Ejecutivo Nacional
- Luisa María Alcalde Luján - Presidenta
- Carolina Rangel Gracida - Secretaria General
- Andrés Manuel López Beltrán - Secretario de Organización
- Iván Herrera Zazueta - Secretario de Finanzas
- Camila Martínez Gutiérrez- Secretaria de Comunicación, Prensa y Propaganda
- Enrique Dussel - Secretario de Educación, Formación y Capacitación Política
- Carlos Alberto Figueroa Ibarra - Secretario de Defensa de los Derechos Humanos
- Janix Liliana Castro Muñoz - Secretaria de Estudios y Proyecto de Nación
- Manuel Zavala Salazar - Secretario de Cooperativismo, Economía Solidaria y Movimientos Civiles y Sociales
- Aaron Enríquez García - Secretario de Jóvenes
- Adriana Grajales Gómez - Secretaria de Mujeres
- Bxido Xishe Jara Bolaños - Secretaria de Pueblos Originarios
- Artemio Ortiz Hurtado - Secretario del Trabajo
- Gonzalo Machorro Martínez - Secretario de la Producción
- Arturo Martínez Nuñez - Secretario de Arte y Cultura
- Hugo Alberto Martínez Lino - Secretario de Defensa de la Soberanía, el Medio Ambiente y el Patrimonio Nacional
- Carlos Alberto Evangelista Aniceto - Secretario de Combate a la Corrupción
- Martín Sandoval Soto - Secretario para el Fortalecimiento de Ideas y Valores Morales, Espirituales y Cívicos
- Manuel Alejandro Robles Gómez - Secretario de Mexicanos en el Exterior y Política Internacional
- Adolfo Villarreal Valladares - Secretario de Bienestar
- Almendra Negrete - Secretaria de la Diversidad Sexual

## Órgano informativo
Morena edita y difunde el periódico Regeneración; nombre tomado de la publicación homónima que fue dirigida clandestinamente por los hermanos Flores Magón, periodistas críticos del régimen porfirista, previo la Revolución Mexicana. Morena define su órgano informativo como: «herramienta de lucha, un agitador de las ideas, organizador de ciudadanos y promotor de la revolución de las conciencias».

## Resultados electorales

### Candidatos presidenciales
|  | 44.49 % |

|  | 53.19 % |

|  | 45.52 % |

|  | 59.76 % |

### Senado de la República
|  | 37.51 % |

|  | 40.81 % |

### Cámara de Diputados
|  | 8.4 % |

|  | 37.26 % |

|  | 34.1 % |

|  | 40.84 % |

### Gubernaturas y jefaturas
|  | 50.3 % |

|  | 48.5 % |

|  | 45.30 % |

|  | 33.87 % |

|  | 39.0 % |

|  | 79.29 % |

|  | 47.0 % |

|  | 51.90 % |

|  | 33.39 % |

|  | 43.45 % |

|  | 61.68 % |

|  | 52.71 % |

|  | 41.76 % |

|  | 52.69 % |

|  | 47.86 % |

|  | 49.29 % |

|  | 60.57 % |

|  | 44.6 % |

|  | 59.53 % |

|  | 57.06 % |

|  | 56.60 % |

|  | 51.81 % |

|  | 61.10 % |

|  | 80.46 % |

|  | 50.27 % |

|  | 48.66 % |

|  | 44.0 % |

|  | 58.90 % |

|  | 50.91 % |

|  | 49.33 % |